# Confronto sui cinque punti tra arminiani e calvinisti
Il confronto sui cinque punti tra arminiani e calvinisti esemplifica i cinque punti dell'arminianesimo sulla dottrina relativa alla predestinazione delle anime e la risposta che i calvinisti diedero loro in un contro-documento del 1611 ad Amsterdam. I cinque punti dell'arminianesimo sono esplicitati nel documento del 1610 detto Rimostranza.

## Depravazione e libero arbitrio
- Verità predicata sia dagli arminiani che dai calvinisti: l'uomo è totalmente corrotto e in una condizione spirituale disperata, lontano da Dio e bisognoso di salvezza.
- Per gli Arminiani la natura umana è stata depravata dal peccato originale, ma non è sprovvista di mezzi per capire la dimensione spirituale della salvezza. Sebbene la Bibbia dica che l'uomo è morto nel peccato ciò non significa che Dio non lo metta, mediante lo Spirito Santo, nelle condizioni spirituali di pentirsi e di credere. L'essere umano possiede il dono gratuito e incondizionato della fede prima di nascere e questo, pur corrotto dal peccato, lo rende capace di afferrare la salvezza a seguito dell'opera di convinzione dello Spirito di Dio. L'azione salvifica di Dio permette alla volontà dell'uomo di scegliere liberamente se cooperare o meno con la Grazia che, da sola, lo salverà. L'umanità ha dunque responsabilità del suo destino eterno e libertà di aderire all'Evangelo e non necessita di essere già rigenerata dallo Spirito prima di credere.
- Per i Calvinisti la natura dell'uomo dopo il peccato originale è tanto corrotta da non permettere alcuna possibilità all'uomo di comprendere Dio, né la portata del suo messaggio. L'uomo è cieco e sordo al vero Dio e il suo cuore lo inganna di continuo. Perché possa credere ha bisogno che la sua natura tutta venga rifatta, rigenerata da zero: questa rigenerazione è opera dello Spirito Santo e nessuna fede è possibile prima di questo intervento

## Elezione divina
- Verità predicata sia dagli arminiani che dai calvinisti: Dio conosce e distingue da sempre coloro che saranno salvati e vivranno l'eternità in Cielo da coloro che rimarranno in una condizione di perdizione e sono destinati quindi ad una condanna eterna
- Per gli Arminiani Dio sa, in anticipo e da sempre, quanti sceglieranno di credere e quanti no. Sa, in altre parole chi deciderà di salvarsi per grazia del Suo aiuto e chi deciderà di perdersi rifiutandolo. La salvezza è determinata dalla scelta che l'uomo fa di chiedere l'aiuto di Dio e non dalla selezione divina di alcuni individui rispetto ad altri. L'elezione divina è condizionata alla fedeltà delle opere dell'Uomo nei confronti della chiamata di Dio.
- Per i Calvinisti Dio sceglie di salvare alcuni individui che ha selezionato prima della fondazione del mondo. Il perché di tale scelta non è dato saperlo: è dato sapere solo che non è fondata su alcun merito umano. Segno di tale scelta è il dono della fede e del pentimento che sono effetto (e non causa) dell'elezione divina. L'elezione divina è incondizionata da qualsiasi cosa l'uomo o la donna possano fare.

## Redenzione
- Verità predicata sia dagli arminiani che dai calvinisti: Gesù è morto alla Croce per condurre i credenti a Dio.
- Per gli Arminiani la redenzione tramite Cristo è a disposizione di tutti, indistintamente. Chi vi crede sarà salvato, gli altri no. Questo pone Dio in condizione di perdonare i peccatori solo se questi credono; Cristo è Redentore solo se la creatura accetta la Sua opera. La Redenzione è quindi universale, nel senso che è proposta universalmente all'umanità tutta.
- Per i Calvinisti l'opera di Cristo ha valore a prescindere dal fatto che l'uomo la accetti. La sua potenza salvifica è sicura e garantisce, a coloro che ha scelto, tutto il necessario per salvarsi: null'altro è richiesto e null'altro può dare risultato, ai fini della salvezza, tranne questo. La Redenzione è particolare perché è offerta ad una sola parte dell'umanità.

## Grazia e chiamata
- Verità predicata sia dagli arminiani che dai calvinisti: Dio chiama l'umanità a salvezza in molteplici modi, e principalmente mediante la predicazione del Vangelo, ma fra i molti che sono chiamati, pochi sono gli eletti che accolgono il messaggio di salvezza e ricevono effettivamente il perdono dei loro peccati.
- Per gli Arminiani la chiamata e quindi la Grazia di Dio è resistibile da parte dell'uomo; nonostante lo Spirito operi efficacemente nell'uomo stesso, l'essere umano può rifiutare l'azione divina che lo condurrebbe a ravvedersi e credere.
- Per i Calvinisti lo Spirito opera, negli eletti, una chiamata speciale che li conduce inevitabilmente alla salvezza. La chiamata al vangelo può essere generale, ma la chiamata della salvezza è interiore. La prima può venire rigettata, la seconda, nonostante tutto, no. Lo Spirito costringerà gli eletti a pentirsi, credere e aderire a Cristo, perché nessuno è più potente di Dio e la sua Grazia è irresistibile.

## Salvezza e perseveranza
- Verità predicata sia dagli arminiani che dai calvinisti: dopo l'inizio della vita cristiana alla Nuova Nascita, si inizia un nuovo percorso "mano nella mano" con Cristo, nel quale la costanza della fede svolge un ruolo fondamentale.
- Per gli Arminiani anche coloro che oggi credono, possono perdersi in futuro: la salvezza è perdibile. Tuttavia alcuni ritengono che la rigenerazione in Cristo sia per sempre e che una volta ottenuta il credente sia sicuro di salvarsi per sempre.
- Per i Calvinisti i santi, gli eletti, non possono che perseverare sino alla fine realizzando la parola Colui che ha iniziato in voi una buona opera la porterà a compimento.